# Simmetria (ingegneria)

## Simmetria assiale
Una struttura si dice simmetrica rispetto ad un piano π ortogonale al piano della stessa quando, con riferimento ad esso, la parte di destra è l'immagine speculare di quella di sinistra (simmetria geometrica).

Analogamente, una sollecitazione si dice simmetrica rispetto ad un piano π se i carichi agenti a destra del piano sono l'immagine speculare di quelli agenti a sinistra di tale piano (simmetria di carico).

Il piano π prende il nome di piano di simmetria.

La traccia s di π sul piano su cui giace una struttura piana si dice asse di simmetria.

Una struttura piana che presenta simmetria geometrica e di carico si dice a simmetria assiale.

In maniera equivalente si dice anche che una struttura piana è simmetrica rispetto ad s quando la struttura ricopre se stessa in una rotazione di 180° intorno all'asse di simmetria.

È bene precisare che, quando si parla di simmetria geometrica, in realtà non si riferisce alla sola forma della struttura ma anche al materiale (simmetria fisica) che la costituisce ed ai vincoli (simmetria di vincolo).

Infatti se una struttura piana presenta una simmetria di carico e di forma ma la parte posta a destra dell'asse di simmetria è ad esempio in legno e quella a sinistra è di calcestruzzo armato, la struttura non si può considerare simmetrica assialmente.

Lo stesso vale nel caso di vincoli diversi.

### Sollecitazioni, reazioni vincolari, deformazioni
Per esaminare gli effetti della simmetria rispetto alle sollecitazioni, alle reazioni vincolari e alle deformazioni esaminiamo una trave appoggiata simmetricamente caricata rispetto al proprio asse di simmetria.

È immediato rilevare che rispetto all'asse di simmetria:
- le reazioni vincolari sono simmetriche;
- il diagramma del momento flettente M e dello sforzo normale N sono simmetrici;
- il diagramma del taglio T è emisimmetrico;
- le deformazioni:
  - v = spostamento trasversale
  - w = spostamento orizzontale
  - φ = rotazione nel piano della struttura

sono simmetriche.

Come si spiega emissimmetria del diagramma del taglio?

Consideriamo due generiche sezioni della struttura prese a cavallo dell'asse di simmetria, per la simmetria:
- le sollecitazioni M, N, T;
- le deformazioni v, w, φ,
- le reazioni vincolari;

devonono essere uguali e di versi simmetrici.

Ma per le convenzioni adottate nella scienza delle costruzioni, i tagli con versi simmetrici hanno il segno discorde pertanto se a destra hanno ad esempio segno positivo, a sinistra devono avere segno negativo, pertanto il diagramma risulterà emisimmetrico.

### Sollecitazioni e spostamenti sull'asse di simmetria
Consideriamo un concio elementare di una trave, supposto estratto in corrispondenza dell'asse di simmetria.

Per le condizioni di simmetria le sollecitazioni agenti sulle facce del concio devono essere simmetriche, cioè speculari.

Questo consegue che:
- N ≠ 0 perché le condizioni di simmetria garantiscono l'equilibrio alla traslazione assiale del concio;
- M ≠ 0 perché le condizioni di simmetria garantiscono l'equilibrio alla rotazione del concio;
- T = 0 perché altrimenti le condizioni di simmetria non garantirebbero l'equilibrio alla traslazione trasversale del concio. Solo nel caso in cui in corrispondenza della sezione di simmetria agisce un carico esterno concentrato P per l'equilibrio alla traslazione verticale deve risultare T = P/2.

In merito ai parametri della deformazione risulta quanto segue.
- lo spostamento verticale v ≠ 0 perché le condizioni di simmetria garantiscono lo spostamento verticale del concio;
- lo spostamento orizzontale w = 0 perché le condizioni di simmetria non garantirebbero lo spostamento orizzontale del concio. Se non fosse così vi sarebbe distacco (nel caso di trazione) o compenetrazioni (nel caso di compressione) della materia;
- la rotazione φ = 0 perché le condizioni di simmetria non garantirebbero la rotazione del concio. Se non fosse così vi sarebbe distacco (nella parte tesa) e o compenetrazioni (nella parte compressa) della materia;

#### Caso di una struttura 3D
Come per il caso della struttura piana consideriamo un concio elementare di una trave, supposto estratto in corrispondenza dell'asse di simmetria.

Per le condizioni di simmetria le sollecitazioni agenti sulle facce del concio devono essere simmetriche, cioè speculari.

Consideriamo la seguente terna di assi cartesiani:
- asse x lungo l'asse della trave;
- assi y e z perpendicolari all'asse della trave.

Questo comporta che:
- sforzo normale Tx = N ≠ 0 perché le condizioni di simmetria garantiscono l'equilibrio alla traslazione assiale (lungo l'asse x) del concio;
- momento flettente My ≠ 0 perché le condizioni di simmetria garantiscono l'equilibrio alla rotazione intorno all'asse y del concio;
- momento flettente Mz ≠ 0 perché le condizioni di simmetria garantiscono l'equilibrio alla rotazione intorno all'asse z del concio;
- momento torcente Mx = 0 perché altrimenti le condizioni di simmetria non garantirebbero l'equilibrio alla rotazione intorno all'asse x del concio. Solo nel caso in cui in corrispondenza della sezione di simmetria agisca un momento torcente mt, per l'equilibrio alla rotazione intorno a x deve risultare Mx = mt/2;
- taglio Ty = 0 perché altrimenti le condizioni di simmetria non garantirebbero l'equilibrio alla traslazione lungo l'asse y del concio. Solo nel caso in cui in corrispondenza della sezione di simmetria agisce un carico esterno concentrato P per l'equilibrio alla traslazione lungo y deve risultare Ty = P/2.
- taglio Tz = 0 perché altrimenti le condizioni di simmetria non garantirebbero l'equilibrio alla traslazione lungo l'asse z del concio. Solo nel caso in cui in corrispondenza della sezione di simmetria agisce un carico esterno concentrato P per l'equilibrio alla traslazione lungo z deve risultare Tz = P/2.

In merito ai parametri della deformazione risulta quanto segue.
- lo spostamento sy ≠ 0 perché le condizioni di simmetria garantiscono lo spostamento lungo l'asse y del concio;
- lo spostamento sz ≠ 0 perché le condizioni di simmetria garantiscono lo spostamento lungo l'asse z del concio;
- lo spostamento sx perché le condizioni di simmetria non garantirebbero lo spostamento lungo l'asse del concio. Se non fosse così vi sarebbe distacco (nel caso di trazione) o compenetrazioni (nel caso di compressione) della materia;
- la rotazione φy = 0 perché le condizioni di simmetria non garantirebbero la rotazione intorno all'asse y del concio. Se non fosse così vi sarebbe distacco (nella parte tesa) e o compenetrazioni (nella parte compressa) della materia;
- la rotazione φz = 0 perché le condizioni di simmetria non garantirebbero la rotazione intorno all'asse z del concio. Se non fosse così vi sarebbe distacco (nella parte tesa) e o compenetrazioni (nella parte compressa) della materia;
- la rotazione φx ≠ 0 perché le condizioni di simmetria garantiscono la rotazione intorno all'asse x del concio.

## Emisimmetria assiale
Una struttura che presenta simmetria geometrica rispetto ad un piano π ortogonale al piano della stessa si dice caricata in modo emissimmetrico o antisimmetrico se, cambiando il verso ai carichi che agiscono da un lato del piano di simmetria, si perviene ad una struttura simmetricamente caricata.

Come nel caso precedente, una struttura piana presenta emisimmetria assiale o antisimmetria assiale quando è simmetrica geometricamente ed emisimmetrica come carichi agenti.

### Sollecitazioni, reazioni vincolari, deformazioni
Come già effettuato per le strutture piane a simmetria assiale per esaminare gli effetti della simmetria rispetto alle sollecitazioni, alle reazioni vincolari e alle deformazioni esaminiamo una trave simmetrica appoggiata emisimmetricamente caricata rispetto al proprio asse di simmetria.

È immediato rilevare che rispetto all'asse di simmetria:
- le reazioni vincolari sono emisimmetriche;
- il diagramma del momento flettente M e dello sforzo normale N sono emisimmetrici;
- il diagramma del taglio T è simmetrico;
- le deformazioni:
  - v = spostamento trasversale
  - w = spostamento orizzontale
  - φ = rotazione nel piano della struttura

sono emisimmetriche.

Come si spiega simmetria del diagramma del taglio?

Consideriamo due generiche sezioni della struttura prese a cavallo dell'asse di simmetria, per la simmetria:
- le sollecitazioni M, N, T;
- le deformazioni v, w, φ,
- le reazioni vincolari;

devonono essere uguali e di versi emisimmetrici.

Ma per le convenzioni adottate nella scienza delle costruzioni, i tagli con versi emisimmetrici hanno lo stesso segno pertanto se a destra hanno ad esempio segno positivo, a sinistra devono avere segno positivo, pertanto il diagramma risulterà simmetrico.

### Sollecitazioni e spostamenti sull'asse di emisimmetria
Consideriamo un concio elementare di trave, supposto estratto in corrispondenza dell'asse di simmetria geometrico di una struttura simmetrica soggetta a carichi emisimmetrici.

Per le condizioni di emisimmetria le sollecitazioni agenti sulle facce del concio devono essere esimmetriche, cioè concordi nel verso.

Questo consegue che:
- N = 0 perché altrimenti le condizioni di emisimmetria non garantirebbero l'equilibrio alla traslazione orizzontale del concio. solo nel caso in cui in corrispondenza della sezione di simmetria agisce un carico esterno concentrato F per l'equilibrio alla straslazione verticale deve risultare N = F/2;
- M = 0 perché altrimenti le condizioni di emisimmetria non garantirebbero l'equilibrio alla rotazione del concio. Solo nel caso in cui in corrispondenza della sezione di simmetria agisce un momento esterno m per l'equilibrio alla straslazione verticale deve risultare M = m/2;
- T ≠ 0 perché le condizioni di emisimmetria garantiscono l'equilibrio alla traslazione trasversale del concio.

In merito ai parametri della deformazione risulta quanto segue:
- lo spostamento verticale v = 0 perché le condizioni di simmetria non garantirebbero la traslazione trasversale del concio. Se non fosse così vi sarebbe il tranciamento della materia;
- lo spostamento orizzontale w ≠ 0 perché le condizioni di emisimmetria garantiscono lo spostamento orizzontale del concio;
- la rotazione φ ≠ 0 perché le condizioni di emisimmetria garantiscono la rotazione del concio.

## Simmetria polare
Una struttura piana si dice a simmetria polare rispetto ad un polo (o punto) C se, facendo ruotare la metà della struttura di 180° intorno a C nel piano contenente la struttura, le due metà vengono a coincidere.

Una struttura si dice caricata polarmente in maniera simmetrica se, nella sovrapposizione geometrica, i carichi coincidono ed hanno lo stesso verso.

### Sollecitazioni e spostamenti in corrispondenza del centro di simmetria polare
Consideriamo un concio elementare di una struttura a simmetria polare, supposto estratto in corrispondenza del centro di simmetria polare.

Per le condizioni di simmetria polare risulta
- N ≠ 0 perché le condizioni di simmetria polare garantiscono l'equilibrio alla traslazione assiale del concio;
- M = 0 perché altrimenti le condizioni di simmetria polare non garantirebbero l'equilibrio alla rotazione del concio;
- T ≠ 0 perché le condizioni di simmetria polare garantiscono l'equilibrio alla traslazione verticale del concio.

In merito ai parametri della deformazione risulta quanto segue:
- lo spostamento verticale v = 0 perché le condizioni di simmetria polare non garantirebbero lo spostamento verticale del concio. Se non fosse così vi sarebbe il tranciamento della materia;
- lo spostamento orizzontale w = 0 perché le condizioni di simmetria non garantirebbero lo spostamento orizzontale del concio. Se non fosse così vi sarebbe distacco (nel caso di trazione) o compenetrazioni (nel caso di compressione) della materia;
- la rotazione φ ≠ 0 perché le condizioni di simmetria polare garantiscono la rotazione del concio.

## Emisimmetria polare
Una struttura piana si dice a emisimmetria polare se come per il caso precedente vi è la sovrapposizione geometrica e i carichi coincidono ma con verso opposto.

### Sollecitazioni e spostamenti in corrispondenza del centro di emisimmetria polare
Consideriamo un concio elementare di una struttura a simmetria polare caricata in modo emisimmetrico supposto estratto in corrispondenza del centro di emisimmetria polare.

Per le condizioni di emisimmetria polare risulta:
- N = 0 perché altrimenti le condizioni di emisimmetria polare non garantirebbero l'equilibrio alla traslazione orizzontale del concio;
- M ≠ 0 perché le condizioni di emisimmetria polare garantiscono l'equilibrio alla rotazione del concio;
- T = 0 perché altrimenti le condizioni di emisimmetria polare non garantirebbero l'equilibrio alla traslazione verticale del concio.

In merito ai parametri della deformazione risulta quanto segue:
- lo spostamento verticale v ≠ 0 perché le condizioni di emisimmetria polare garantiscono lo spostamento verticale del concio;
- lo spostamento orizzontale w ≠ 0 perché le condizioni di emisimmetria polare garantiscono lo spostamento orizzontale del concio
- la rotazione φ = 0 perché le condizioni di emisimmetria polare non garantirebbero la rotazione del concio. Se non fosse così vi sarebbe distacco (nella parte tesa) e compenetrazioni (nella parte compressa) della materia;

## Semplificazioni di calcolo di strutture iperstatiche
Le considerazioni fatte sulla simmetria e l'emisimmetria delle reazioni, delle sollecitazioni e delle deformazioni comportano una riduzione del numero delle incognite.

Praticamente si può operare un taglio in corrispondenza dell'asse di simmetria geometrico e studiare solo metà struttura.

Però effettuato il taglio, per non alterare le condizioni di sollecitazioni e deformazioni in corrispondenza della sezione di simmetria, qui va applicato un vincolo opportuno che rispetti le condizioni imposte dalla simmetria o emisimmetria e quelle imposte dall'eventuale vincolo già presente nella sezione di taglio.

Nel caso di sezione di simmetria libera da vincoli esterni, il vincolo idoneo da porre in corrispondenza della sezione di taglio è:
- struttura a simmetria assiale: doppio pendolo
- struttura a emisimmetria assiale: carrello
- struttura a simmetria polare: cerniera
- struttura a emisimmetria polare: doppio doppio pendolo

## Struttura assialsimmetrica
Una struttura si dice assialsimmetrica quando possiede una simmetria radiale cioè ha un asse di simmetria e ogni piano appartenente al fascio di asse coincidente con quello di simmetria risulta di simmetria geometrica (o meglio di forma, materiale e vincoli) per la struttura.

logicamente anche i carichi devono essere assialsimmetrici.

Pertanto rispetto ad ogni piano del fascio devono valere le relazioni viste per le strutture piane a simmetria assiale.

Sono strutture assialsimmetriche tutte quelle che si ottengono per rotazione come le piastre circolari, e le strutture a semplice o doppia curvatura, come ad esempio le cupole, caricate in maniera assialsimmetrica.